# The Mail (journal)
Ne doit pas être confondu avec Daily Mail.

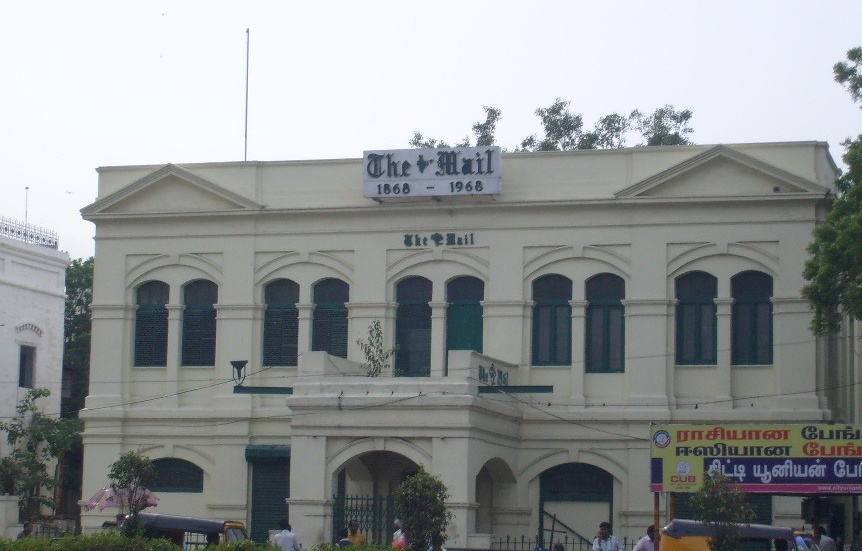
Les bureaux de The Mail à Anna Salai (Chennai)

The Mail, aussi appelé The Madras Mail, est un quotidien anglophone distribué de 1868 à 1981 dans la présidence de Madras (puis État de Madras (en), puis Tamil Nadu). Il s'agit du premier journal du soir en Inde,.